# Àlvar Bielza Romero
Àlvar Bielza Romero (Reus, 12 de juliol de 1864 - Madrid, 2 de juliol de 1926) va ser un enginyer català.
El seu pare, valencià, s'havia establert a Reus on es va casar i va fer d'electricista, i on va realitzar la il·luminació dels Jardins de l'Euterpe, uns jardins musicals promocionats pel Centre de Lectura, entre altres actuacions. Àlvar Bielza cursà els estudis a Reus i els superiors a Madrid, on es va llicenciar en Ciències Físiques i Matemàtiques i es va treure el títol d'enginyer de camins, canals i ports. Mentre estudiava, aprofitant les visites a Reus, donà conferències de temes científics al Centre de Lectura, i a l'Associació Catalanista de Reus, entitat de la que en va ser un dels fundadors. Va ser corresponsal a Madrid dels periòdics reusencs Lo Somatent i La Veu del Camp. Acabada la carrera va ser enginyer director de les carreteres de Logronyo, càrrec que conservà nou anys, i que el portà a treballar en temes d'abastament d'aigües en diverses poblacions. El 1905 va ser nomenat enginyer en cap de les carreteres de la província de Saragossa, on es destacà per la construcció de la presa i el canal de Pina, al riu Ebre. Casat i amb família, és destinat a Madrid, al Servei Central de Ports i Fars de la Direcció General d'Obres Públiques. El 1915 és destinat a Melilla, com a enginyer director del port, i on va realitzar diverses intervencions per a l'adequació d'aquell port a les necessitats comercials i militars. Fins al 1924 en va ser director. Tornà a Madrid on morí el 1926. Tenia la Creu i Comanda de l'Orde d'Isabel la Catòlica.